# 원종환
원종환(1979년 12월 8일~)은 대한민국의 배우이다.

## 학력
- 명지전문대학 연극영상과

## 출연작

### 영화
- 《김종욱 찾기》(2010년) - 구류자 역

### 뮤지컬
- 《젊음의 행진》(2016년) - 형부/학주 역
- 《난쟁이들》(2016년) - 빅 역
- 《타임리스》(2015년) - 허달구 역
- 《명동 로망스》(2015년) - 박인환 역
- 《형제는 용감했다》(2015년) - 이춘걸 역
- 《파리넬리》(2015년) - 래리펀치 역
- 《상하이의 불꽃》(2014년) - 두웨성 역
- 《정글라이프》(2014년) - 사수미 역
- 《사랑하니까》(2014년) - 지독한 역
- 《퍼즐》(2013년) - 피터 역
- 《막돼먹은 영애씨》(2013년) - 과장 역
- 《영웅을 기다리며》(2013년) - 이순신 역
- 《살짜기 옵서예》(2013년) - 정비장 역
- 《풍월주》(2012년) - 궁곰 역
- 《넌 가끔 내 생각을 하지 난 가끔 딴 생각을 해》(2011년) - 어린철수 / 멀티맨 역
- 《스켈리두》(2010년) - 멀티맨 역
- 《총각네 야채가게 2.0》(2010년)
- 《오! 당신이 잠든 사이》(2008년) - 베드로 역
- 《로미오 & 베르나뎃》(2008년) - 로미오 / 디노 역
- 《김종욱 찾기》(2006년) - 멀티맨 역
- 《뮤직 인 마이 하트》(2006년) - 조연 역
- 《살인사건》(2006년) - 상도 역
- 《죽은 시인의 사회》(2005년)

### 연극
- 《올모스트 메인》(2013년)
- 《극적인 하룻밤》(2013년) - 한정훈 역